# Microchilus anderssonii
Microchilus anderssonii är en orkidéart som beskrevs av Paul Ormerod. Microchilus anderssonii ingår i släktet Microchilus och familjen orkidéer. Inga underarter finns listade i Catalogue of Life.